# Pedro de Peralta
Pedro de Peralta (Valladolid,c. 1584-Madrid, 1666) un funcionario público y abogado español. Fundador de Santa Fe (1610), actual Santa Fé, Nuevo México (EE. UU.), la segunda ciudad más antigua de EE. UU. sólo por detrás de San Agustín (1598) en Florida. Además, fue gobernador del Nuevo México novohispano y alcalde mayor de Acapulco.

## Biografía
Don Pedro de Peralta era bachiller en derecho canónico, fue nombrado gobernador de Nuevo México por el virrey Luis de Velasco, marqués de Salinas, el 31 de marzo de 1609. La provincia había estado a punto de ser abandonada en 1608 por la falta de recursos mineros que justificaran su permanencia. Sin embargo, el empeño de los frailes franciscanos en hacer valer las 7.000 conversiones y bautismos llevados a cabo desde el establecimiento de la provincia (1598) lograron revocar la decisión. Peralta tomó posesión de su cargo en San Gabriel (orilla oeste del río Bravo en San Juan Pueblo) a principios de 1610, aportando doce soldados y ocho frailes franciscanos. Entre las instrucciones recibidas estaba la búsqueda del supuesto estrecho de Anián, en el que debería establecer un puerto seguro.

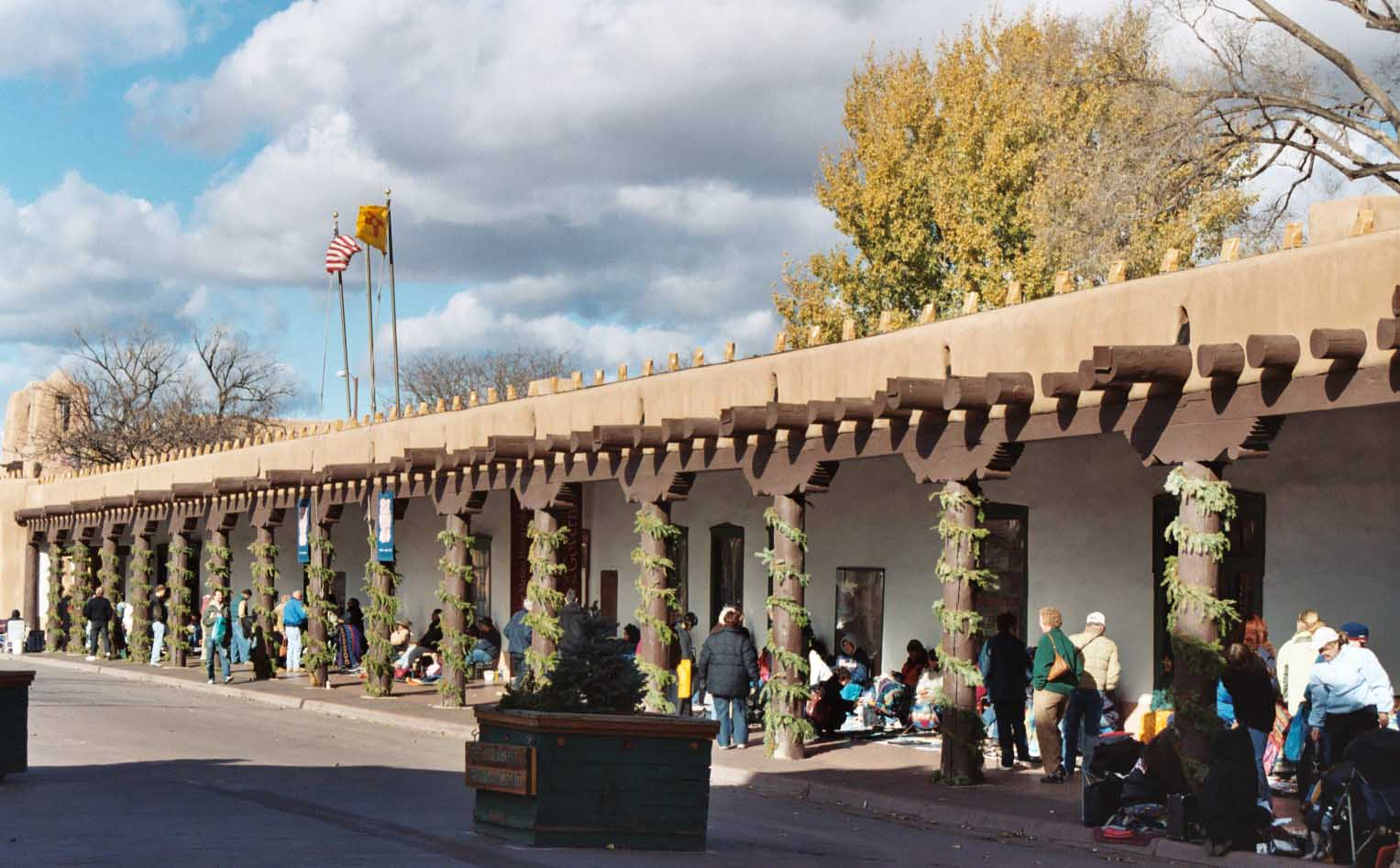
Palacio de los Gobernadores(1610) Santa Fe (Nuevo México, EE. UU.)

Peralta retomó el plan del gobernador Oñate de trasladar la población hacia el sur y en 1610 fundó Santa Fé de Nuevo México en el valle del río Santa Fe en un lugar apropiado para el desarrollo agrícola. Se trató de la segunda ciudad de fundación europea en los actuales EE. UU., por detrás de San Agustín (1598) en La Florida española. Suyos fueron los planos, distritos y parcelas, incluyendo la plaza de Santa Fe para los edificios del gobierno. Estos incluían la el palacio de los Gobernadores (1610), dependencias para la administración, cárcel, arsenal y capilla de San Miguel. Acabada la plaza, en ella podrían caber «1000 personas, 5000 cabezas de ovejas, 400 cabezas de caballos y 300 cabezas de ganado sin amontonarse». El palacio de los Gobernadores es el edificio de uso público con uso ininterrumpido más antiguo de EE. UU. y la capilla de San Miguel la iglesia católica más antigua de EE. UU.
Las disputas con el fraile franciscano Fray Isidro Ordóñez sobre quién ejercía la máxima autoridad en Nuevo México ocasionaron desplantes y acusaciones cruzadas sobre quién cuidaba más y mejor a los indios. Ordóñez, uno de los artífices de haber evitado el abandono de Nuevo México en 1608, trajo desde Ciudad de México nuevos apoyos con nueve franciscanos y suministros y el nombramiento de Padre comisario o jefe de la iglesia en Nuevo México, que resultó ser falso. En mayo de 1613 Ordóñez hizo valer su autoridad en la Inquisición novohispana y excomulgó a Peralta, colgando el decreto en las puertas de la iglesia de Santa Fe. El 12 de agosto de 1613, Ordóñez y sus seguidores arrestaron a Peralta y lo encadenaron y encarcelaron en la misión de Nuestra Señora de los Dolores de Sandia. Su carcelero fue fray Esteban de Perea, quien obedeció a pesar de no estar de acuerdo con su superior. Ordóñez asumió todo el poder civil y religioso en Nuevo México hasta que llegara el nuevo gobernador temporal, don Bernardino de Ceballos, en el verano de 1614. A Peralta no se le permitió partir hasta noviembre de 1614, después de que Ordóñez y el nuevo gobernador tomaran la mayoría de sus posesiones. Este fue el comienzo del enfrentamiento entre los frailes y la administración secular, que empeoró con el tiempo hasta el punto que, en 1620, el propio rey tuvo que intervenir poniéndose del lado de sus gobernadores. Bernardino de Ceballos sucedió a Peralta en el cargo de gobernador. En Ciudad de México, la Inquisición novohispana escuchó los argumentos de las partes y Ordóñez fue reprobado y relevado en su puesto, mientras que Peralta fue absuelto. 
A continuación, Peralta fue nombrado alcalde mayor del puerto de Acapulco (México), uno de los de mayor importancia de América gracias al comercio de la Nao de China. Después, en la década de 1640 se ocupó del Tesoro Real en Caracas en la provincia de Venezuela (Venezuela). Contrajo matrimonio en Caracas en 1637. 
En 1654 renunció a sus cargos y volvió a España para vivir retirado en Madrid hasta su fallecimiento en 1666.